# Operacja Paul Bunyan
Operacja Paul Bunyan (ang. Operation Paul Bunyan) – operacja amerykańskich i południowokoreańskich wojsk 21 sierpnia 1976 roku w Koreańskiej Strefie Zdemilitaryzowanej, której celem był pokaz siły po wcześniejszym o trzy dni „incydencie z siekierą”, w którym z rąk północnokoreańskich żołnierzy zginęło dwóch Amerykanów. Doprowadziła ona ostatecznie do ścięcia drzewa, które było powodem wcześniejszego zajścia.
Tzw. „incydent z siekierą” był spowodowany próbą ścięcia przez Amerykanów w strefie zdemilitaryzowanej drzewa, które utrudniało jej obserwację. W walce wręcz z Koreańczykami z Północy, do której doszło wokół ścinanego drzewa, zginęło dwóch amerykańskich oficerów: kpt. Arthur Bonifas i por. Mark Barrett.
Rano 21 sierpnia do strefy neutralnej wjechały, bez zapowiedzi, 23 pojazdy wojskowe Korei Południowej i Stanów Zjednoczonych z żołnierzami wyposażonymi w piły łańcuchowe oraz dwa plutony amerykańskiej piechoty do osłony działań. Jednostka południowokoreańskich wojsk specjalnych zajęła się natomiast wzniesieniem prowizorycznych umocnień z worków z piaskiem na przyczółku Mostu bez Powrotu, przygotowując się do ewentualnego wysadzenia przeprawy. Osłonę z powietrza zapewniało 27 helikopterów oraz bombowce Boeing B-52 Stratofortress i myśliwce F-4 Phantom. Do granicy pomiędzy dwoma państwami koreańskimi zbliżył się także lotniskowiec USS „Midway”.
W pobliżu strefy zdemilitaryzowanej rozlokowane zostały także kolejne oddziały piechoty i artylerii; do Korei Południowej ściągnięto też dodatkowe 12 tysięcy żołnierzy, a w całym kraju ogłoszono najwyższy alarm pogotowia bojowego.
W odpowiedzi Korea Północna ściągnęła w pobliże miejsca akcji ok. 200 żołnierzy.
W ciągu 42 minut Amerykanie ścięli sporne drzewo, a Koreańczycy z Południa zniszczyli dwa północnokoreańskie punkty obserwacyjne.